# Ernest Guiraud

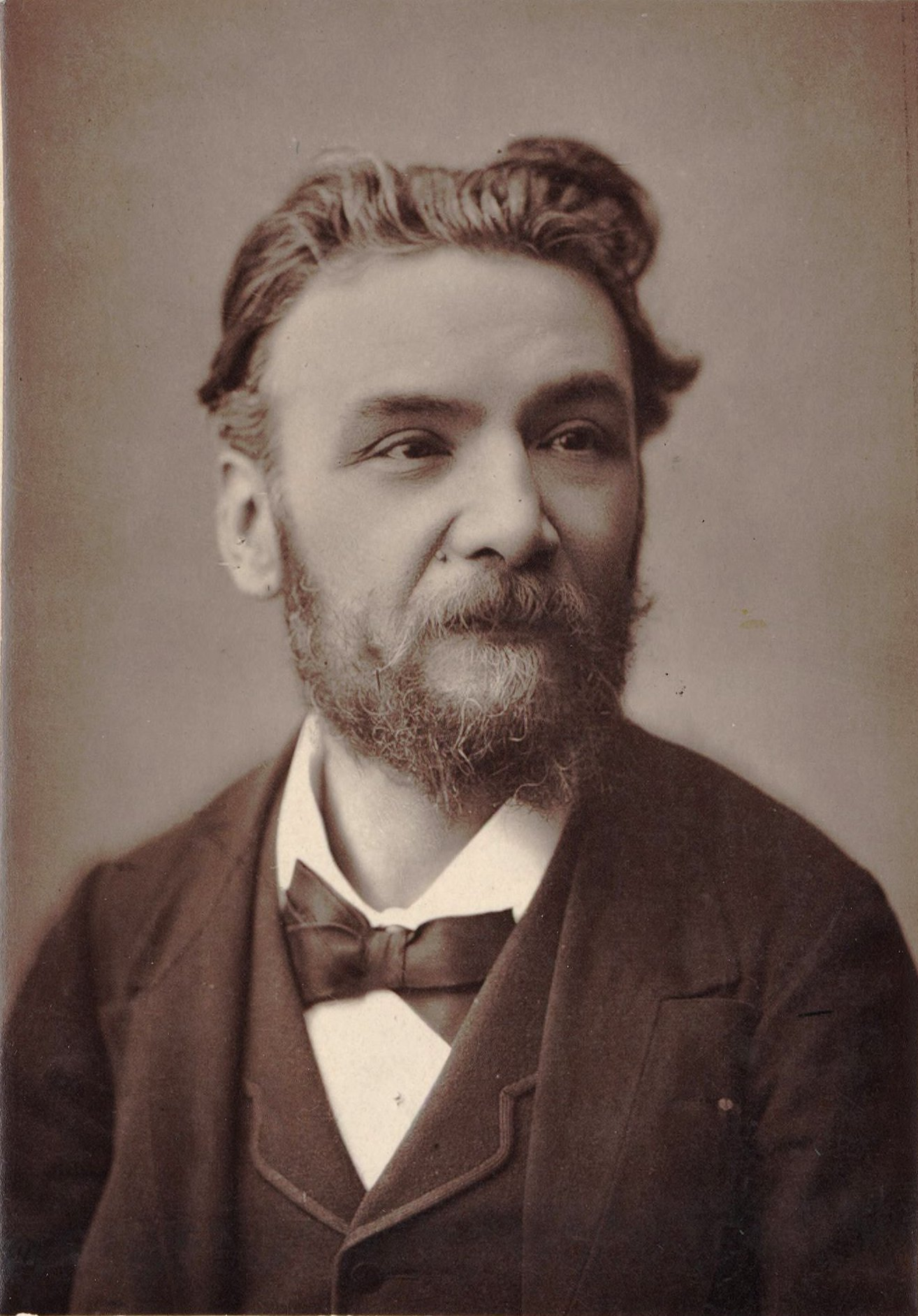
Ernest Guiraud, foto door G. Camus, ca. 1890.

Ernest Guiraud (New Orleans (Louisiana), 26 juni 1837 - Parijs, 6 mei 1892) was een Frans componist en muziekleraar. Hij heeft vooral bekendheid gekregen door het schrijven van de orkestrale recitatieven zoals die traditioneel gebruikt worden in de opera's Carmen van Bizet en Les contes d'Hoffmann van Offenbach.

## Biografie
Guiraud begon zijn schoolopleiding in Louisiana onder de hoede van zijn vader, Jean-Baptiste-Louis Guiraud, die de Prix de Rome in 1827 had gewonnen. Op 15-jarige leeftijd zette hij een volledig libretto over Koning David op muziek, die hij en zijn vader hadden gevonden op een reis naar Parijs. Het resultaat was David, een opera in drie aktes, die een groot succes was in het Theâtre d'Orleans in New Orleans in 1853, en een voorbode van zijn toekomst.
In december van hetzelfde jaar, keerde Guiraud terug naar Frankrijk om zijn muzikale opleiding voort te zetten. Hij studeerde piano onder Marmontel en compositie bij Halevy aan het Parijse Conservatorium. Hij gold als een begaafd student en werd bekroond met een Premier prix voor piano in 1858. Hij won de Prix de Rome het jaar erna. Het is de enige keer dat zowel vader als zoon deze prijs verkregen. Hij raakte bevriend met Camille Saint-Saëns, Émile Paladilhe, Theodore Dubois en met name Georges Bizet.
Guiraud begon met geld verdienen door het schrijven van eenakters die dienden als voorprogramma voor de avonden in de theaters. Zijn eerste belangrijke muziektheaterstuk was Sylvie, dat in première ging in de Opéra Comique in 1864. Het werk was een groot succes en vestigde zijn reputatie in Parijs. In augustus 1870 raakte de Frans-Duitse Oorlog aan Parijs, terwijl zijn opera-ballet Le Kobold slechts 18 dagen bezig was. Alle theaters hielden hun deuren gesloten. Guiraud werd ingelijfd bij de infanterie en vocht voor Frankrijk tot het einde van de oorlog in 1871.
Hoewel Guiraud het meest belang hechtte aan het schrijven van opera's, waren de meeste opera's die hij schreef geen succes. Madame Turlupin (1872) werd gehinderd door een ouderwets libretto. Piccolino, zijn opéra comique in 3 aktes, voor het eerst uitgevoerd in 1876, is het hoogtepunt van zijn carrière. Een aantrekkelijk sorrentino gezongen door Célestine Marié (bekend als Galli-Marié), en een briljant en effectief ballet met de naam Carnaval (een deel uit zijn Eerste orkestsuite) maakten dat het werk lang zou blijven draaien. Na de eerste serie werd de opera echter nooit hernomen.
Na de dood van Bizet verzamelde Guiraud de originele partituren van Bizet en arrangeerde hij de frequent uitgevoerde Arlésienne-suite nr. 2. Hij arrangeerde ook twaalf delen uit Bizet's opera Carmen in twee Carmen-suites. Guiraud verkreeg het meest bekendheid door de recitatieven, zowel geliefd als bekritiseerd, als vervanging van de gesproken dialogen in de opera Carmen. Hij schreef ook recitatieven, en voltooide de partituur, van Jacques Offenbachs opera Les contes d'Hoffmann. Deze opera was onvoltooid bij de dood van Offenbach. De versie van Guiraud werd erg populair. Het was echter niet de enige versie die is uitgevoerd, omdat er een groot aantal andere versies zijn van andere componisten en arrangeurs die Offenbachs grote aantal schetsen gebruikten voor hun bewerkingen.
Guiraud's eigen muzikale productie bleef relatief klein, waarschijnlijk omdat hij zijn vrienden veelvuldig te hulp schoot en omdat zijn docentschap veel tijd kostte. Naast zijn opera's zijn zijn bekendste werken het ballet Le Forgeron de Gretna Green, uitgevoerd in de Salle Le Peletier van de Opéra op 5 mei 1873, Caprice voor viool en orkest (1885), en Chasse fantastique, symfonisch gedicht (1887).
Vanaf 1876 gaf Guiraud les aan het Conservatorium van Parijs. Hij was een van de oprichters van de Société Nationale de Musique en auteur van een boek over instrumentatie. In 1891 werd Guiraud gekozen tot lid van de Académie des Beaux-Arts en werd hij benoemd tot docent compositie aan het Conservatorium om Victor Massé te vervangen. Guiraud's lesmethoden voor harmonieleer en orkestratie werden zeer gerespecteerd en erkend in muzikale kringen. Zijn muzikale denkbeelden hadden grote invloed op Claude Debussy. Ook André Bloch, Mélanie Bonis, Paul Dukas, Achille Fortier, André Gedalge, Sylvio Lazzari en Erik Satie behoorden tot zijn leerlingen.
Guiraud wijdde de jaren 1891 en 1892 aan de orkestratie van Kassya, een opera in vijf aktes van Léo Delibes. De opera bleef echter onvoltooid ten tijde van zijn dood op 54-jarige leeftijd in Parijs.

## Opera's
- David, opera in 3 aktes, libretto A. Soumet & F. Mallefille: Le roi David), première 14 april 1853, Theâtre d'Orleans, New Orleans, Verenigde Staten.
- Gli avventurieri, melodrama giocoso in 1 akte, 1861, onuitgevoerd.
- Sylvie, opera comique in 1 akte, libretto J. Adenis & J. Rostaing, première 11 mei 1864, Opéra-Comique (Favart), Paris.
- Le coupe du roi de Thule, opera in 3 aktes, libretto L. Gallet & E. Blau, 1869-1869, onuitgevoerd.
- En prison, opera comique in 1 akte, libretto T. Chaigneau & C. Boverat, première 5 maart 1869, Theâtre Lyrique, Parijs.
- Le Kobold, opera-ballet in 1 akte, libretto Gallet & Charles-Louis-Etienne Nuitter, première 26 juli 1870, Opera-Comique (Favart), Paris.
- Madame Turlupin, opera comique in 2 aktes, libretto E. Cormon & C. Grandvallet, première 23 november 1872, Théâtre de l'Athénée, Parijs.
- Piccolino, opera comique in 3 aktes, libretto V. Sardou & Nuitter, naar Sardou, première 11 april 1876, Opera-Comique (Favart), Paris.
- Le feu, opera, libretto Edmond Gondinet, incompleet, première 9 maart 1879, Parijs.
- Galante Aventure, opera comique in 3 aktes, libretto L. Davyl & A. Silvestre, première 23 maart 1882, Opera-Comique (Favart), Paris.
- Fredegonde, drame lyrique in 5 aktes, libretto Gallet, naar A. Thierry: Les récits des temps mérovingiens, incompleet, aktes 1-3 orkestratie door Paul Dukas, aktes 4-5 & ballet door Camille Saint-Saëns; première 18 december 1895, Opera, Parijs.

- Bibsys: 90742500
- Biblioteca Nacional de España: XX1253308
- Bibliothèque nationale de France: cb148025499 (data)
- Gemeinsame Normdatei: 102410976
- International Standard Name Identifier: 0000 0000 8130 9034
- Library of Congress Control Number: n81020087
- Base Léonore: LH//1247/9
- MusicBrainz: 6f113697-a743-480a-9064-1de04c4faebf
- Nationale Bibliotheek van Tsjechië: xx0018461
- Nationale Bibliotheek van Israël: 987007272306705171
- Nationale Bibliotheek van Polen: a0000002330866
- Nederlandse Thesaurus van Auteursnamen: 07244925X
- Istituto Centrale per il Catalogo Unico: TSAV624026
- SNAC: w6mp5d96
- Système universitaire de documentation: 050600400
- Trove: 1095960
- Virtual International Authority File: 51954308
- WorldCat: E39PBJqqtJYTFxWbXXPTfWhbVC